# .bg
.bg е домейнът от първо ниво, създаден през 1991 година, предназначен за България. Услугите по регистрация се извършват от „Регистър.БГ“ (до 2001 г. от „Цифрови системи“).

## История
През месец септември 2006 година „Регистър.БГ“ въвежда в експлоатация напълно автоматизирана регистрационна система и нови правила за регистрация. Подобренията от преди действащата система са: пълна автоматизация, разделяне на функциите на регистър и регистратори, разширяване на адресното пространство чрез поддомейни на .bg, формализиране и опростяване на процедурата за регистрация, въвеждане на нови технологии като сертификати за цифров подпис, он-лайн разплащания, DNSSEC, IDN, намаляване цената на услугата.
.bg е домейнът, в който използването на DNSSEC е най-масово. В BG могат да се регистрират имена на кирилица, използвайки IDNA протокол. „Регистър.БГ“ използва сертификати за цифров подпис за пълна автоматизация на дейността си. Към септември 2007 г. „Регистър.БГ“ работи със сертификати, издавани от три от четирите от българските регистрирани доставчици на удостоверения за универсален електронен подпис.
На 25 август 2008 г. „Регистър.БГ“ разшири възможностите за регистрация на домейни в областта от първо ниво .bg, като позволява регистрантите на свой риск да регистрират домейни без да предоставят основание за ползване на интернет името. За разрешаване на евентуални спорове между регистранти и заявители на домейни, „Регистър.БГ“ създаде Арбитражна комисия.

## Регистрация на поддомейни
Правилата за регистрация в .bg са съобразени с българското законодателство, както и с действащите в интернет правила и принципи.
Фирма „Регистър.БГ“ регистрира имена в зоната .bg и в още 36 зони на второ ниво: a.bg, b.bg, ..., z.bg, 0.bg, ..., 9.bg. Имената във всички тези зони са равноправни.
Регистрацията на имена не се извършва директно от регистъра, а от посредници – регистратори. Поради липса на такива все още, функционира само служебния Регистратор на регистъра. Има регистратори в процес на тестване.
При регистриране на поддомейн на кирилица (използващ интернационализирано име на домейн) се изисква името да бъде само на кирилица и да съдържа поне една от буквите б, г, д, ж, и, ѝ, л, п, ф, ц, ч, ш, щ, ъ, ь, ю, я.

### Условия
Име в .bg могат да регистрират субекти от България, а от 1 януари 2007 г. – от Европейския съюз. Субектите могат да бъдат както частни лица, така и различни организации, фирми, държавни органи и общински структури. Субекти извън Европейския съюз се нуждаят от упълномощен посредник, който отговаря на тези изисквания.
От 25 август 2008 г. за регистрация на име в .bg не е задължително да се предоставя основание за избраното име. Ако се преодставя основание то може да бъде името на субекта, име на негова запазена марка, име на негово издание, проект и още много други. Домейните, които са предоставили основание при регистрацията си имат предимство при процедура за арбитриране срещу тях.
Специфични имена са запазени за общините, областите и официалните географски означения.
Регистрацията в 36-те зони на второ ниво е свободна и не изисква от регистранта да предостави основание за името и не подлежат на арбириране.